# DJ RENA
DJ RENA（ディージェイ・レナ）は、日本のDJ、DJ世界最年少チャンピオンの記録を保持するターンテーブリスト。奈良県在住。自身の楽曲、バトルコースターをリリース。

## 受賞歴（DJ世界チャンピオン）
- 2017年 DMC World DJ Championships（歴代最年少優勝・12歳）[2]
- 2018年 Kame World Champion
- 2018年 IDA World Champion

## 主なライブ等
- 海外（米・ニューオリンズ） TV番組REVOLT TV「GLOBAL SPIN AWARDS」DJグラミー賞オープニングアクト出演（2017年2月）
- 海外（英・ロンドン）DMC WORLD 2017（2017年10月）
- 国内（東京）KING OF KINGS 2017 オープニングアクト出演（2018年1月）
- 劇場版アニメ『W’z《ウィズ》』2019年公開発表（主人公DJモデル）出演（2018年3月）
- 海外（中国・昆明～成都）ツアーライブ（2018年7月）
- 海外（ドバイ・アブダビ）ターンテーブル・オーケストラ出演（2018年10月）
- 海外（英・ロンドン）DMC WORLD 2018（2018年10月）
- 海外（ポーランド）IDA WORLD 2018 （2018年12月）
- 国内（福井県）敦賀音楽祭カモメ2019 ゲスト出演（2019年3月）
- 海外（グアム）海外ライブ DJ Qbertとの共演（2019年5月）
- 海外（中国・広州）「IN. SIDE CLUB５周年アニバーサリー」ゲスト出演（2019年9月）
- ラグビー ワールドカップ2019 開幕式 オープニングセレモニー出演（2019年9月）
- 海外（ニューヨーク）Goldie Awirds 2019 （2019年11月）
- 海外（ポーランド）IDA WORLD 2019 （2019年11月）
- なら国際映画祭2020 レッドカーペット / オープニングセレミニー出演（2020年9月）
- Technics & JICO Turntable Festival出演（2021年7月）
- NFT DJ RENAライブ（2021年10月）
- 海外（ロサンゼルス）Beatjunkies institute school ゲスト出演（2022年8月）
- 海外（ポーランド）IDA WORLD FINAL2022 ゲスト出演（2022年12月）
- 海外（ロサンゼルス）Music School "Point Blank" PV出演（2023年9月）
- 国内（東京）自由が丘・広小路フェス前夜祭 ゲスト出演（2023年10月）
- 海外（サンフランシスコ）DMC WORLD FINAL 2023 ゲスト出演（2023年11月）
- 国内（宮崎）OMOFES ゲスト出演（2023年11月）
- 国内（京都）Technics cafe KYOTO オープン ゲスト出演（2023年12月）

## 参加・作品
- 劇場版アニメ『W’z《ウィズ》』主人公ユキヤ15歳のDJプレイスタイルモデル
- サントリー・PEPSI J-COLA のCM参加。『怪物舞踏団』の一員で、石川さゆり、SUGIZO、KenKen、にゃんごすたーとともに出演
- Technics「The Philharmonic Turntable orchestra」作品参加
- 海外ターンテーブル・シンフォノグラフ・オーケストラ参加（ドバイ・アブダビ）
- 海外Algoriddim社 djayPro & Beatpad2 パフォーマンスムービー
- 海外RANE社 最新モデル "TWELVE MKⅡ" 発表公開ムービー
- DJ RENA ファーストEP "BATTLECOASTER"リリース 2021/10
- DJ RENA シングル "BATTLECOASTER 106" ミュージッグビデオ発表
- 海外（ドイツ）NI社『EXPANSION CONCRETE SUN』開発参加
- DJ RENA シングル "KARMATIC"リリース 2022/10
- DJ RENA シングル "KARMATIC featuring Mbandja Ritchie aka B-Bandj"リリース 2022/11
- ユニット "HACOIRI" ファーストシングル "Drop the Aim" リリース 2022/12
- ユニット "HACOIRI" シングル "Drop the Aim" ミュージックビデオ発表

## 出演
- なるみ・岡村の過ぎるTV（テレビ朝日、2015年11月22日）
- ならナビ、なら845（NHK総合テレビ奈良、2016年6月8日）
- ぐるっと関西おひるまえ（NHK総合テレビ関西、2016年6月10日）
- ならナビ、なら845（NHK総合テレビ奈良、2017年10月25日、26日）
- ならナビ（NHK総合テレビ奈良、2017年10月27日）
- めざましテレビ（フジテレビ、2017年11月13日）
- ぐるっと関西おひるまえ、新春スペシャル（NHK総合テレビ大阪、2018年1月5日）
- す・またん！ZIP！（読売テレビ、2018年1月19日）
- 音力 -ONCHIKA-（読売テレビ、2018年2月8日）
- ちちんぷいぷい（毎日テレビ、2018年2月15日）
- スクール革命！（日本テレビ、2018年7月22日）
- アフター6ジャンクション（TBSラジオ、2018年8月24日）
- なかい君の学ぶスイッチ（TBSテレビ、2018年9月17日）
- HIT RADIO 100（海外・グアム、2019年5月3日）
- TOKYO M.A.A.D SPIN（J-WAVE 81.3、2019年8月12日）
- 小孩酷斯拉・NO KIDding（海外・台湾テレビ、2019年11月8日）
- WEST SIDE RADIO（海外・ロンドンFM、2020年7月5日）
- adidas  Hiphop Orignals（インスタ放送、2021年5月28日）
- めざましテレビ・キラビト レジェンド（フジテレビ、2021年6月15日）
- Vocalo91.1FM（海外・シカゴFM、2022年1月18日）
- RADIO ORAGE（海外・インドFM、2023年3月4日）
- 日曜日の初耳学（MBS/TBSテレビ、2023年6月11日）
- 日曜日の初耳学 2時間SPギフテッド（MBS/TBSテレビ、2023年7月9日）